# Schweizer Steelpan-Geschichte
Während die Steel Pan, ein Musikinstrument, ausserhalb der Karibik hauptsächlich durch ausgewanderte Trinidader in fremden Kulturen Fuss fasste, blickt die Schweiz auf eine weitgehend eigenständige Entwicklung der Panszene zurück. Dieser Artikel beleuchtet die Geschichte der Steel Pan und Steelbands in der Schweiz.

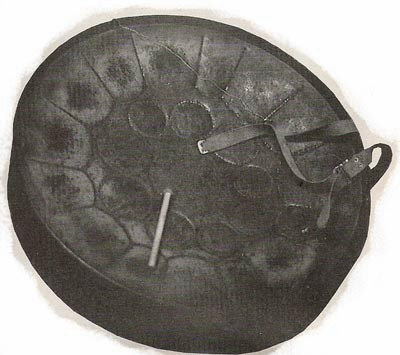
Erste in der Schweiz gebaute Steelpan?

## Anfänge

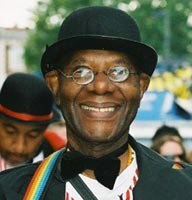
Sterling Betancourt, Pan-Pionier

Mit ziemlicher Sicherheit war ein Engländer namens Steve Berg der erste Mensch, der in der Schweiz eine Steel Pan baute (Siehe Bild). Nach einer Reise zum Karneval auf Trinidad im Jahre 1962 liess er sich 1964 in Freiburg im Üechtland nieder. Nach einem Auftritt einer Steelband am Comptoir Suisse in Lausanne 1972 begann Berg mit Hilfe des Buches Steel drums, how to play them and make them (Pete Seeger, New York 1964) einige Instrumente zu bauen. Interessant ist, das Berg unabhängig auf die Idee kam, die Tonfelder in der Quintenzirkelanordnung zu platzieren, um Jahrzehnte später zu erfahren, dass der Quintenzirkel ein Standard in der Welt der Steel Pan ist.
Die Steel Pan war bis Ende der siebziger Jahre in der Schweiz jedoch weitgehend unbekannt. Steelbands traten sporadisch in renommierten Hotels in Erscheinung, meistens waren dies Kleinformationen bestehend aus Musikern aus England. Selten waren grössere Orchester an Festivals oder Stadtfesten (Bernfest 1976) zu hören.
In den Jahren 76/77 fasste die Steel Pan jedoch rasch Fuss. In Zürich geschah dies durch die Fasnachtskultur, als Initiant der ersten Stunde sei hier Sterling Betancourt erwähnt, ein Trinidader, welcher anfangs der 50er Jahre nach England kam und oft in Zürcher Hotels spielte.
In Bern sprang das „Pan-Virus“ anlässlich eines Konzertes einer Trinidader Steelband am Bernfest 1976 auf einige Einheimische über. Namentlich Alex Santschi und Felix Rohner gingen (wortwörtlich) in den Wald und wagten den Versuch, selber Steel Pans zu bauen.
In Basel gründete der in die Schweiz eingereiste Trinidader Mike Cazaubon im Jahre 1978 die Steel Band Steel Harmonites, die mittlerweile älteste noch aktive Musikgruppe der Schweizer Panszene.

## Die Steel Pan verbreitet sich
In den 1980er Jahren begann sich die Steel Pan einer zunehmenden Beliebtheit zu erfreuen. 1983 wurde von 17 damals bekannten Steelbands eine Interessengemeinschaft gegründet, welche sich zum Ziel setzte, den Informationsaustausch in der wachsenden Panszene zu gewährleisten. Während Felix Rohner in Bern sein Können im Panbau stetig vorantrieb, gründete Matthias Kauer 1984 in Zürich einen Fachladen für Steel Pans, den ersten dieser Art in Europa. Ralph Richardson aus Trinidad liess sich 1986 in Zürich nieder und gründete die Steelband Evolution, welche musikalisch gesehen lange ihresgleichen suchte. Panspieler verabschiedeten sich von ihren „Mutterbands“ und gründeten wiederum Panorchester. Erwähnt sei an dieser Stelle Samuel Graf, welcher die Berner Oelgesellschaft verliess, um in Lyss im Berner Seeland eine Musikgesellschaft zu gründen, welche bis heute zu den grössten Steelbands der Schweiz gehört.
Das Jahr 1985 war die Geburtsstunde der ersten Kindersteelband „Nägeligass“, welche einige bekannte Musiker hervorgebracht hat (Claudio Pini; Pans, Samuel Baur; Drums, Gawan Seiler; Reggae-Sänger, wie auch die Musikinstrumentenbauerin Sabina Schärer).
Im Verlaufe der 80er Jahre entstanden um die 70 Steelbands in der deutschsprachigen Schweiz.
Im Jahre 1987 wurde das erste nationale Steelbandfestival in der Berner Altstadt durchgeführt. Es nahmen 27 Steelbands von damals 46 bekannten Gruppen aus der ganzen Schweiz teil. Dr. Peter Zünd, Initiator diese Festivals schrieb damals in seinem Vorwort des Festivalführers:„...es ist einer der ganz wenigen nichtkommerziellen kulturellen Grossanlässe der Schweiz.“ Das Motto des Festivals lautete „Thank you Trinidad“.
Schliesslich begannen die Schweizer Steelbands über die Grenzen der kleinen Schweiz zu schauen. 1986 gaben die Karibikschwärmer Konzerte in Dänemark, während Steel Harmonites die USA besuchten. Später wurden Steelbands aus dem Ausland zu Besuchen in die Schweiz eingeladen (Latchmere Youth aus London, Steel Tempo aus Manchester, Trinidad Casablanca Orchestra aus Port-of-Spain).

## Entwicklung
Die Anzahl der Steelbands verdoppelte sich in den 90er Jahren erneut, da Instrumente in grosser Vielfalt von lokalen Herstellern und Importhändlern bezogen werden konnten. Steelbands nahmen am Panorama-Wettbewerb in Trinidad teil (Berner Oelgesellschaft '92) und reisten nach Barbados (Pan Network '92). Restaurationsbetriebe führten regelmässige Konzerte durch (Bagages '94). 1996 reiste eine Band erstmals nach Trinidad, um am Pan-is-Beautiful-Wettbewerb teilzunehmen (SNSO, '96). Steelbands traten im Schweizer Fernsehen auf (Benissimo), oder bereisten im Rahmen bandeigener Projekte ganz Europa.

## Panbau in der Schweiz

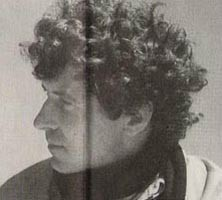
Felix Rohner

Es gab in der Schweiz wenige Panbauer, welche Steel Pans fürs eigene Orchester herstellten (Graf; Lyss, Cazaubon; Basel, Gränicher; Langenthal).
Die Pionierrolle des Schweizer Panbaus gebührt jedoch Felix Rohner aus Bern. Schon seit 1976 mit der Herstellung von Steel Pans beschäftigt, übte er den Beruf des Pantuners ab 1985 hauptberuflich aus. Er gründete zu diesem Zeitpunkt die Steelpanmanufaktur Bern. Von 1985 bis 1993 belieferte er in der Deutschschweiz mehrere Dutzend Steelbands mit seinen Instrumenten. Auch bot er sein Können als Stimmer (Tuner) an. Die Gründung von mehr als 40 Schul- und Jugendsteelbands ist das Verdienst von Felix Rohner.
Durch sein Studium von Meisterinstrumenten aus Amerika, namentlich von Elliot „Ellie“ Mannette und Trinidad, sowie durch Erfahrungsaustausch mit befreundeten europäischen Panbauern erarbeitete sich Rohner autodidaktisch das Wissen um die Kunst des Panbaus. Schon früh erkannte er die Notwendigkeit eines qualitativ guten Rohmaterials, war doch der Erfolg und Misserfolg durch Verwendung von gebrauchten Stahlgebinden dem Zufall unterworfen. So befasste er sich verstärkt mit der Erforschung geeigneter Materialien.
Da die Forschung am Blech eine geordnete Geschäftsstruktur und viel Geld erforderte, wurde unter der Federführung von Felix Rohner zusammen mit Mitgliedern der Berner Oelgesellschaft 1993 die PANArt Steelpanmanufaktur AG Bern gegründet. Zu den Gründungsmitgliedern der PANArt zählte auch Werner Egger, welcher in dieser Firma eine Ausbildung zum Panbauer absolvierte und sich danach selbstständig machte.
In diesen Jahren fand bei PANArt eine intensive Forschung von verschiedensten Materialien (Tiefziehstahl; DP-Stahl; Feinkorn-Stahl) statt. Ebenfalls tauchte PANArt in die Akustik ein, liess Klangspektralanalysen erstellen und das Phänomen des nichtlinearen Blechklanges durch Akustiker untersuchen. Diese Forschungsarbeiten wurden in Zusammenarbeit mit der deutschen Stahlindustrie (Hoesch) und der ETH Zürich, sowie Akustikern und Physikern aus Amerika durchgeführt. Entscheidend für den Erfolg war die Entwicklung eines spezifischen Härtungsverfahrens für den Stahl von Blechklanginstrumenten, das 1998 zum Patent angemeldet wurde: Durch Gasnitrieren entsteht bei hoher Temperatur unter Ammoniakatmosphäre ein Blech mit zwei härteren Außenschichten und einem weicheren Kern. Ein ebenfalls von PANArt entwickeltes Werkzeug ermöglichte das Tiefziehen der Rohformen für den Panbau. Die nach diesem Verfahren gebaute Instrumentenfamilie nannte PANArt Pang.
Im Jahre 2000 entwickelte die Firma ein neuartiges Musikinstrument, das Hang. Es stellt den vorläufigen Höhepunkt von Felix Rohners Arbeit am Blech dar. Die Forschungsarbeit wurde im Jahre 2000 durch die Verleihung des Bayerischen Staatspreises für innovatives Handwerk gewürdigt. Aufgrund der überwältigenden weltweiten Nachfrage nach Hanghang (Mehrzahl) stellte die PANArt den Bau von Steel Pans ein und änderte den Firmennamen in PANArt Hangbau AG.
Zurzeit arbeiten zwei Panbauer hauptberuflich in der Schweiz: oben erwähnter Werner Egger sowie Esa Tervala, ein gebürtiger Finne, welcher seit 1994 in der Schweiz wohnhaft ist.

## Importeure und Händler
Parallel zur Schweizer Herstellung gab und gibt es Händler, welche Steel Pans aus England oder Trinidad importieren und verkaufen. Zu erwähnen sind Matthias Kauer (Panorama Steeldrums; Zürich), Walter Streuli (Birmensdorf), sowie Martin Grah (Happydrums, in Winterthur). Ralph Richardson (Richardson Steeldrums; Zürich) stellte ursprünglich selber Steel Pans her, verlagerte sich aber mit zunehmendem Alter auf den Import aus seinem Heimatland Trinidad. Diese Händler fliegen in regelmässigen Abständen Pantuner ein, um die Pflege der verkauften Instrumente sicherzustellen.

## Das vergangene Jahrzehnt

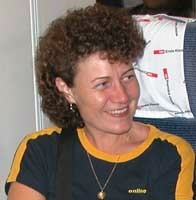
Monika Nicoletti, Info-Portal Pan Jumbie

Im Vergleich zu früheren Zeiten hat die Pan und somit auch die Steelband als solches ihren Exotenbonus verloren. Wo es früher genügte, „Palmenstrandgefühle“ zu vermitteln, ist heute vermehrt Qualität gefragt.
Im Jahre 2000 nahmen zwei Steelbands am ersten europäischen Steelbandfestival in Paris teil. Eine dieser Gruppen (PANCH 2000) erreichte im musikalischen Wettbewerb den 4. Platz und qualifizierte sich somit für die Teilnahme am World Steelband Festival auf Trinidad. Dem Klischee schweizerischer Qualität entsprechend entstand das Informationsportal Pan-Jumbie, welches seit 2001 täglich über das Geschehen in der Panwelt und der karibischen Kultur informiert. Pan-Jumbie ist mittlerweile (bezüglich Steel Pan) die meistbesuchte Plattform im Internet weltweit. Dieser Umstand beruht auf der Tatsache, dass dieses Portal Höchstleistungen in Bezug auf umfassende Informationen erbringt.
Im Jahre 2004 wurde von einigen Schweizer Steelbands der Dachverband PANCH (Swiss Steelband Association) gegründet. PANCH hat zum Ziel, den Austausch unter den einheimischen Steelbands zu fördern, die Schweizer Pankultur im Allgemeinen zu unterstützen und den Kontakt zu anderen internationalen Vereinigungen sicherzustellen. 2018 fand das erste Swiss Steelpan Festival auf dem Schlossgut Münsingen statt, Mitorganisator war Pit Zünd.